# Batumi
Batumi (gruzínsky ბათუმი, rusky Батуми) je přístav a hlavní město gruzínské autonomní republiky Adžárie. Nachází se 20 km od tureckých hranic a žije v něm přibližně 169 tisíc obyvatel. Nachází se na pobřeží Černého moře, je významným turistickým centrem moderní Gruzie a je známo svým historickým centrem a moderními mrakodrapy.

## Historie

Centrum Batumi

Na území dnešního Batumi se v řeckých dobách nacházela kolonie Bathus limen („hluboká zátoka“). Město samotné je známé už od 11. století, převážně díky svým opevněním. Na počátku 17. století připadlo Osmanské říši, v roce 1878 díky dohodě v San Stefanu, která ukončila rusko-tureckou válku, pak Rusku. Během první světové války zde došlo k povstáním, které nakonec ukončil vstup tureckých vojsk do města, ale zanedlouho je vystřídaly jednotky britské. Ty však byly nuceny v červenci 1920 město opustit. Batumi se tak dostalo do správy menševiků. V březnu 1921 se zde chopili moci za pomoci rudé armády Bolševici. Během rozpadu SSSR zde došlo na jaře roku 1991 k nepokojům; vypukly demonstrace a přístav byl na protest proti přítomnosti sovětských jednotek uzavřen. Až do roku 2004 bylo Batumi hlavním městem Adžarské autonomní republiky, která se rozvíjela prakticky nezávisle na Gruzii. K normalizaci vztahů došlo po zvolení Michaila Saakašviliho gruzínským prezidentem po tzv. Růžové revoluci. Adžárie zůstává autonomní republikou, ale jako integrální součást Gruzie.

## Geografie
Město Batumi se nachází na východním pobřeží Černého moře, v Kachberské nížině. Tvar nížiny připomíná půlměsíc, který se táhne 7 km od severu na západ. Hlavní část města je v Batumské zátoce podél řek Bartskana a Korolistskali.

## Budovy ve městě
Hlavní železniční stanice se nachází severně od středu města, při mořském pobřeží. Budova zahrnuje také autobusové nádraží a nákupní centrum.

## Charakter města

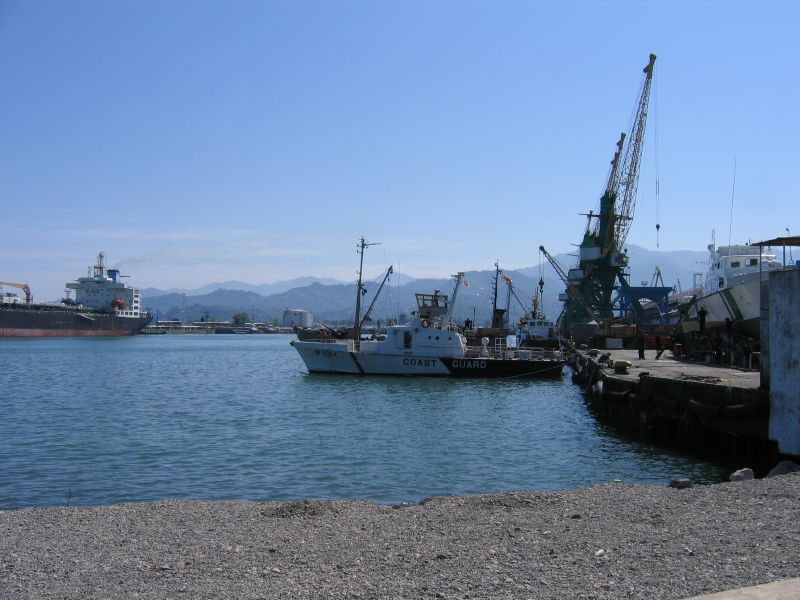
Přístav v Batumi

Díky ropovodu vedoucímu z Baku bylo ve městě možné vybudovat továrny na výrobu chemikálií, rafinérie a další zpracování ropných produktů. Po roce 2004 se ve městě značně investovalo. Bylo rekonstruováno centrum, postaveny nové luxusní budovy a lunapark, byly vysazeny nové stromy a pobřežní bulvár byl prodloužen o 1 km (celková délka více než 5 km). Díky vízovým problémům mezi Tureckem a Arménií v létě Batumi navštěvuje mnoho arménských turistů. Velký podíl zahraničních návštěvníků tvoří také turisté z Ruska. Pod Batumem (na Mcvane Koncchi) je Batumská botanická zahrada.

## Partnerská města
- Agdžabadi, Ázerbájdžán
- Vanadzor, Arménie (2006)
- Pireus, Řecko (1996)
- Bari, Itálie (1987)
- Kislovodsk, Rusko (1997)
- Savannah, Spojené státy americké
- San Sebastián, Španělsko (1987)
- Artvin, Turecko (1999)
- Trabzon, Turecko (2000)

## Rodáci
- Dürrünev Kadınefendi (1835–1895), konkubína osmanského sultána Abdulazize[3]
- Herbert Backe (1896–1947), německý nacistický politik, říšský ministr pro výživu[4]
- Givi Kartozija (1929–1998), sovětský zápasník, olympijský vítěz z roku 1956 ve střední váze[5]
- Rostom Abašidze (* 1935), sovětský zápasník – klasik, trojnásobný mistr světa[6]
- Fjodor Jurčichin (* 1959), ruský inženýr a kosmonaut[7]
- Sofo Chalvašiová (* 1986), gruzínská zpěvačka[8]
- Khatia Buniatishvili (* 1987), francouzsko-gruzínská klavíristka[9]